# Kenisha Phillips
Kenisha Phillips (* 5. Mai 2001 in Georgetown) ist eine guyanische Leichtathletin, die sich auf den Sprint spezialisiert hat.

## Sportliche Laufbahn
Erste Erfahrungen bei internationalen Meisterschaften sammelte Kenisha Phillips bei den CARIFTA-Games 2016 in St. George’s, bei denen sie in 11,97 s den sechsten Platz im 100-Meter-Lauf in der U18-Altersklasse belegte und über 200 Meter nach 24,38 s auf Rang sieben gelangte. Anschließend erreichte sie bei den Südamerikameisterschaften in Concordia mit 25,12 s Rang vier über 200 Meter und wurde in 12,13 s Fünfte über 100 Meter. Im Jahr darauf schied sie bei den CARIFTA-Games in Willemstad mit 12,15 s und 24,92 s jeweils im Vorlauf über 100 und 200 Meter aus und gewann anschließend bei den U20-Südamerikameisterschaften im heimischen Leonora in 11,78 s die Bronzemedaille über 100 Meter sowie in 24,26 s auch im 200-Meter-Lauf. Zudem siegte sie in 3:51,40 min mit der guyanischen 4-mal-400-Meter-Staffel und sicherte sich in der 4-mal-100-Meter-Staffel in 47,43 s die Bronzemedaille. Im Juli klassierte sie sich dann bei den Commonwealth Youth Games in Nassau mit 12,20 s auf dem achten Platz über 100 Meter. Bei den CARIFTA-Games 2018 ebendort schied sie mit 11,86 s in der Vorrunde über 100 Meter aus und belegte in 24,14 s den fünften Platz über 200 Meter. Ende September klassierte sie sich bei den U23-Südamerikameisterschaften in Cuenca mit 11,91 s auf dem fünften Platz im 100-Meter-Lauf und wurde in 24,69 s Sechste über 200 Meter. Über 200 Meter startete sie dann im Oktober bei den Olympischen Jugendspielen in Buenos Aires und gelangte dort auf Rang acht. 2019 begann sie ein Studium an der Austin Peay State University in Clarksville im US-Bundesstaat Tennessee. 2021 startete sie im 400-Meter-Lauf bei den erstmals ausgetragenen Panamerikanischen Juniorenspielen in Cali und belegte dort in 54,99 s den siebten Platz. Im Jahr darauf schied sie bei den Commonwealth Games in Birmingham mit 24,35 s im Halbfinale über 200 Meter aus und kam über 400 Meter mit 54,08 s nicht über den Vorlauf hinaus. 2023 belegte sie bei den Zentralamerika- und Karibikspielen in San Salvador in 54,06 s den siebten Platz über 400 Meter und verpasste über 200 Meter mit 23,98 s den Finaleinzug.
In den Jahren 2017 und 2019 wurde Phillips guyanische Meisterin im 100- und 200-Meter-Lauf.

## Persönliche Bestzeiten
- 100 Meter: 11,74 s (+1,7 m/s), 1. Juli 2017 in Leonora
  - 60 Meter (Halle): 7,49 s, 7. Dezember 2019 in Carbondale
- 200 Meter: 23,34 s (+1,8 m/s), 13. Mai 2022 in Murray
  - 200 Meter (Halle): 23,65 s, 24. Februar 2022 in Birmingham
- 400 Meter: 52,44 s, 13. Mai 2022 in Murray
  - 400 Meter (Halle): 52,99 s, 25. Februar 2023 in Lynchburg